# Olympisches Fußballturnier 1980/Gruppe B
| Pl. | Land             | Sp. | S | U | N | Tore    | Diff. | Punkte |
| --- | ---------------- | --- | - | - | - | ------- | ----- | ------ |
| 1.  | Tschechoslowakei | 3   | 1 | 2 | 0 | 004:100 | +3    | 04:20  |
| 2.  | Kuwait           | 3   | 1 | 2 | 0 | 004:200 | +2    | 04:20  |
| 3.  | Kolumbien        | 3   | 1 | 1 | 1 | 002:400 | −2    | 03:30  |
| 4.  | Nigeria          | 3   | 0 | 1 | 2 | 002:500 | −3    | 01:50  |

Gruppe B im olympischen Fußballturnier 1980:

## Tschechoslowakei – Kolumbien 3:0 (2:0)
| Tschechoslowakei                                                      | Tschechoslowakei | Kolumbien | Kolumbien |
| --------------------------------------------------------------------- | --- | --- | --------- |
| Tschechoslowakei                                                      | \| 1. Gruppenspieltag \| \| Montag, 21. Juli 1980 um 18:00 Uhr (MEZ) in Leningrad (Kirow-Stadion) \| \| Zuschauer: 60.000 \| \| Schiedsrichter: Belaïd Lacarne ( Algerien) \| \| Spielbericht \|                                    | \| 1. Gruppenspieltag \| \| Montag, 21. Juli 1980 um 18:00 Uhr (MEZ) in Leningrad (Kirow-Stadion) \| \| Zuschauer: 60.000 \| \| Schiedsrichter: Belaïd Lacarne ( Algerien) \| \| Spielbericht \|                                                               | Kolumbien |
| Tschechoslowakei                                                      | Stanislav Seman – Libor Radimec – Josef Mazura, Luděk Macela , Zdeněk Rygel – Oldřich Rott, Jan Berger, František Štambacher – Lubomír Pokluda, Ladislav Vízek, Verner Lička (69. Jindřich Svoboda) Cheftrainer: František Havránek | Carlos Valencia – Heberth González, Astolfo Romero, Henry Viáfara, Jorge Porras – Norberto Peluffo (58. Alexis García), José Hernández, Radamel García (24. Fernando Fiorillo), Pedro Sarmiento – Gilberto García, Benjamín Cardona Cheftrainer: Eduardo Retat | Kolumbien |
| Tschechoslowakei                                                      | 1:0 Pokluda (14.) 2:0 Berger (18.) 3:0 Vízek (85.) | | Kolumbien |
| Tschechoslowakei                                                      | Pokluda (64.) | G. García (59.) | Kolumbien |
| 1. Gruppenspieltag                                                    | | |           |
| Montag, 21. Juli 1980 um 18:00 Uhr (MEZ) in Leningrad (Kirow-Stadion) | | |           |
| Zuschauer: 60.000                                                     | | |           |
| Schiedsrichter: Belaïd Lacarne ( Algerien)                            | | |           |
| Spielbericht                                                          | | |           |

## Nigeria – Kuwait 1:3 (1:2)
| Nigeria                                                             | Nigeria | Kuwait | Kuwait |
| ------------------------------------------------------------------- | --- | --- | ------ |
| Nigeria                                                             | \| 1. Gruppenspieltag \| \| Montag, 21. Juli 1980 um 19:00 Uhr (MEZ) in Moskau (Dynamo-Stadion) \| \| Schiedsrichter: Klaus Scheurell ( DDR) \| \| Spielbericht \|                                                                                                 | \| 1. Gruppenspieltag \| \| Montag, 21. Juli 1980 um 19:00 Uhr (MEZ) in Moskau (Dynamo-Stadion) \| \| Schiedsrichter: Klaus Scheurell ( DDR) \| \| Spielbericht \| | Kuwait |
| Nigeria                                                             | Best Ogedegbe – Leotis Boateng – Okey Isima (19. John Orlando), Kadiri Ikhana (46. Aloysius Atuegbu), Tunde Bamidele – Sylvanus Okpala, Mudashiru Lawal, Shefiu Mohamed – Adokiye Amiesimaka, Emmanuel Osigwe, Felix Owolabi Cheftrainer: Otto Glória ( Brasilien) | Ahmad al-Tarabulsi – Mahmud Mubarak – Hamud asch-Schammari, Jamal al-Qabendi, Waleed al-Jasem Mubarak – Fathi Kamel Marzouq, Abdullah al-Buloushi, Sa'd al-Huti, Hamad Khaled Bo Hamad – Dschasim Ya'qub Sultan (86. Muayad al-Haddad), Faisal ad-Dachil Cheftrainer: Carlos Alberto Parreira ( Brasilien) | Kuwait |
| Nigeria                                                             | 1:1 M. Mubarak (25., Eigentor) | 0:1 ad-Dachil (16.) 1:2 ad-Dachil (40.) 1:3 ad-Dachil (85., Foulelfmeter) | Kuwait |
| Nigeria                                                             | Marzouq (3.) | | Kuwait |
| 1. Gruppenspieltag                                                  | | |        |
| Montag, 21. Juli 1980 um 19:00 Uhr (MEZ) in Moskau (Dynamo-Stadion) | | |        |
| Schiedsrichter: Klaus Scheurell ( DDR)                              | | |        |
| Spielbericht                                                        | | |        |

## Tschechoslowakei – Nigeria 1:1 (1:0)
| Tschechoslowakei                                                        | Tschechoslowakei | Nigeria | Nigeria |
| ----------------------------------------------------------------------- | --- | --- | ------- |
| Tschechoslowakei                                                        | \| 2. Gruppenspieltag \| \| Mittwoch, 23. Juli 1980 um 18:00 Uhr (MEZ) in Leningrad (Kirow-Stadion) \| \| Schiedsrichter: Enrique Labo Revoredo ( Peru) \| \| Spielbericht \|                                                                    | \| 2. Gruppenspieltag \| \| Mittwoch, 23. Juli 1980 um 18:00 Uhr (MEZ) in Leningrad (Kirow-Stadion) \| \| Schiedsrichter: Enrique Labo Revoredo ( Peru) \| \| Spielbericht \|                                                                                       | Nigeria |
| Tschechoslowakei                                                        | Stanislav Seman – Libor Radimec – Luděk Macela , František Kunzo – Jindřich Svoboda, Jan Berger, Zdeněk Šreiner, František Štambacher – Lubomír Pokluda, Ladislav Vízek, Verner Lička (65. Rostislav Václavíček) Cheftrainer: František Havránek | Best Ogedegbe – Leotis Boateng – David Adiele, John Orlando, Tunde Bamidele – Sylvanus Okpala, Aloysius Atuegbu (46. Mudashiru Lawal), Segun Odegbami (46. Shefiu Mohamed) – Adokiye Amiesimaka, Emmanuel Osigwe, Henry Nwosu Cheftrainer: Otto Glória ( Brasilien) | Nigeria |
| Tschechoslowakei                                                        | 1:0 Vízek (25.) | 1:1 Nwosu (84.) | Nigeria |
| Tschechoslowakei                                                        | Vízek (15.), Pokluda (77.) | Nwosu (29.), Osigwe (41.), Okpala (74.), Boateng (77.) | Nigeria |
| 2. Gruppenspieltag                                                      | | |         |
| Mittwoch, 23. Juli 1980 um 18:00 Uhr (MEZ) in Leningrad (Kirow-Stadion) | | |         |
| Schiedsrichter: Enrique Labo Revoredo ( Peru)                           | | |         |
| Spielbericht                                                            | | |         |

## Kolumbien – Kuwait 1:1 (0:0)
| Kolumbien                                                             | Kolumbien | Kuwait | Kuwait |
| --------------------------------------------------------------------- | --- | --- | ------ |
| Kolumbien                                                             | \| 2. Gruppenspieltag \| \| Mittwoch, 23. Juli 1980 um 19:00 Uhr (MEZ) in Moskau (Dynamo-Stadion) \| \| Schiedsrichter: Anders Mattsson ( Finnland) \| \| Spielbericht \|                                                                                     | \| 2. Gruppenspieltag \| \| Mittwoch, 23. Juli 1980 um 19:00 Uhr (MEZ) in Moskau (Dynamo-Stadion) \| \| Schiedsrichter: Anders Mattsson ( Finnland) \| \| Spielbericht \| | Kuwait |
| Kolumbien                                                             | Heberth Ríos – Heberth González, Astolfo Romero, Henry Viáfara, Jorge Porras – Pedro Sarmiento, Norberto Peluffo (42. Israel Viloria), Alexis García (69. Carlos Molinares), Fernando Fiorillo – Gilberto García, Benjamín Cardona Cheftrainer: Eduardo Retat | Ahmad al-Tarabulsi – Mahmud Mubarak – Hamud asch-Schammari, Jamal al-Qabendi, Waleed al-Jasem Mubarak – Fathi Kamel Marzouq, Abdullah al-Buloushi, Sa'd al-Huti, Hamad Khaled Bo Hamad – Dschasim Ya'qub Sultan, Faisal ad-Dachil Cheftrainer: Carlos Alberto Parreira ( Brasilien) | Kuwait |
| Kolumbien                                                             | 1:1 Molinares (73.) | 0:1 Ya'qub Sultan (64.) | Kuwait |
| Kolumbien                                                             | Romero (89.) | | Kuwait |
| 2. Gruppenspieltag                                                    | | |        |
| Mittwoch, 23. Juli 1980 um 19:00 Uhr (MEZ) in Moskau (Dynamo-Stadion) | | |        |
| Schiedsrichter: Anders Mattsson ( Finnland)                           | | |        |
| Spielbericht                                                          | | |        |

## Tschechoslowakei – Kuwait 0:0
| Tschechoslowakei                                                       | Tschechoslowakei | Kuwait | Kuwait |
| ---------------------------------------------------------------------- | --- | --- | ------ |
| Tschechoslowakei                                                       | \| 3. Gruppenspieltag \| \| Freitag, 25. Juli 1980 um 18:00 Uhr (MEZ) in Leningrad (Kirow-Stadion) \| \| Zuschauer: 68.000 \| \| Schiedsrichter: Riccardo Lattanzi ( Italien) \| \| Spielbericht \|                              | \| 3. Gruppenspieltag \| \| Freitag, 25. Juli 1980 um 18:00 Uhr (MEZ) in Leningrad (Kirow-Stadion) \| \| Zuschauer: 68.000 \| \| Schiedsrichter: Riccardo Lattanzi ( Italien) \| \| Spielbericht \| | Kuwait |
| Tschechoslowakei                                                       | Stanislav Seman – Libor Radimec – Josef Mazura, Luděk Macela , František Kunzo – Oldřich Rott, Jan Berger, Petr Němec – Lubomír Pokluda (68. František Štambacher), Ladislav Vízek, Verner Lička Cheftrainer: František Havránek | Ahmad al-Tarabulsi – Mahmud Mubarak – Hamud asch-Schammari, Sami al-Hashash, Waleed al-Jasem Mubarak – Ahmad Hasan (46. Yusif as-Suwayid), Abdullah al-Buloushi (46. Na'im Sa'd), Sa'd al-Huti, Hamad Khaled Bo Hamad – Dschasim Ya'qub Sultan, Faisal ad-Dachil Cheftrainer: Carlos Alberto Parreira ( Brasilien) | Kuwait |
| Tschechoslowakei                                                       | Macela (20.), Němec (79.) | Al-Shemmari (10.), Al-Houti (70.) | Kuwait |
| 3. Gruppenspieltag                                                     | | |        |
| Freitag, 25. Juli 1980 um 18:00 Uhr (MEZ) in Leningrad (Kirow-Stadion) | | |        |
| Zuschauer: 68.000                                                      | | |        |
| Schiedsrichter: Riccardo Lattanzi ( Italien)                           | | |        |
| Spielbericht                                                           | | |        |

## Kolumbien – Nigeria 1:0 (0:0)
| Kolumbien                                                            | Kolumbien | Nigeria | Nigeria |
| -------------------------------------------------------------------- | --- | --- | ------- |
| Kolumbien                                                            | \| 3. Gruppenspieltag \| \| Freitag, 25. Juli 1980 um 19:00 Uhr (MEZ) in Moskau (Dynamo-Stadion) \| \| Schiedsrichter: Salim Naji Al-Hachami ( Irak) \| \| Spielbericht \|                                                                             | \| 3. Gruppenspieltag \| \| Freitag, 25. Juli 1980 um 19:00 Uhr (MEZ) in Moskau (Dynamo-Stadion) \| \| Schiedsrichter: Salim Naji Al-Hachami ( Irak) \| \| Spielbericht \|                                            | Nigeria |
| Kolumbien                                                            | Heberth Ríos – Heberth González, Astolfo Romero, Henry Viáfara, Israel Viloria – Pedro Sarmiento, Jorge Porras, Benjamín Cardona (89. Norberto Peluffo) – Gilberto García, Carlos Molinares, Luis Pérez (59. Alexis García) Cheftrainer: Eduardo Retat | Best Ogedegbe – Leotis Boateng – David Adiele, John Orlando, Tunde Bamidele – Sylvanus Okpala, Aloysius Atuegbu, Mudashiru Lawal, Shefiu Mohamed – Emmanuel Osigwe, Henry Nwosu Cheftrainer: Otto Glória ( Brasilien) | Nigeria |
| Kolumbien                                                            | 1:0 Cardona (55.) | | Nigeria |
| Kolumbien                                                            | Cardona (43.), Viáfara (85.) | Adiele (37.), Osigwe (85.) | Nigeria |
| 3. Gruppenspieltag                                                   | | |         |
| Freitag, 25. Juli 1980 um 19:00 Uhr (MEZ) in Moskau (Dynamo-Stadion) | | |         |
| Schiedsrichter: Salim Naji Al-Hachami ( Irak)                        | | |         |
| Spielbericht                                                         | | |         |